# Jakub Tatarkiewicz

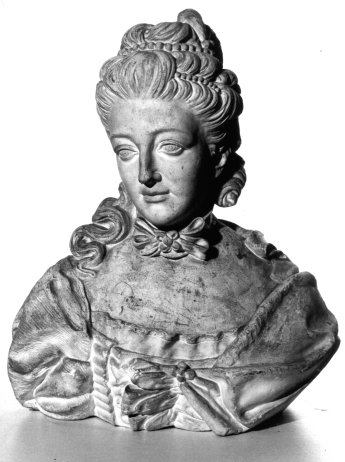
Izabela Lubomirska von Tatarkiewicz

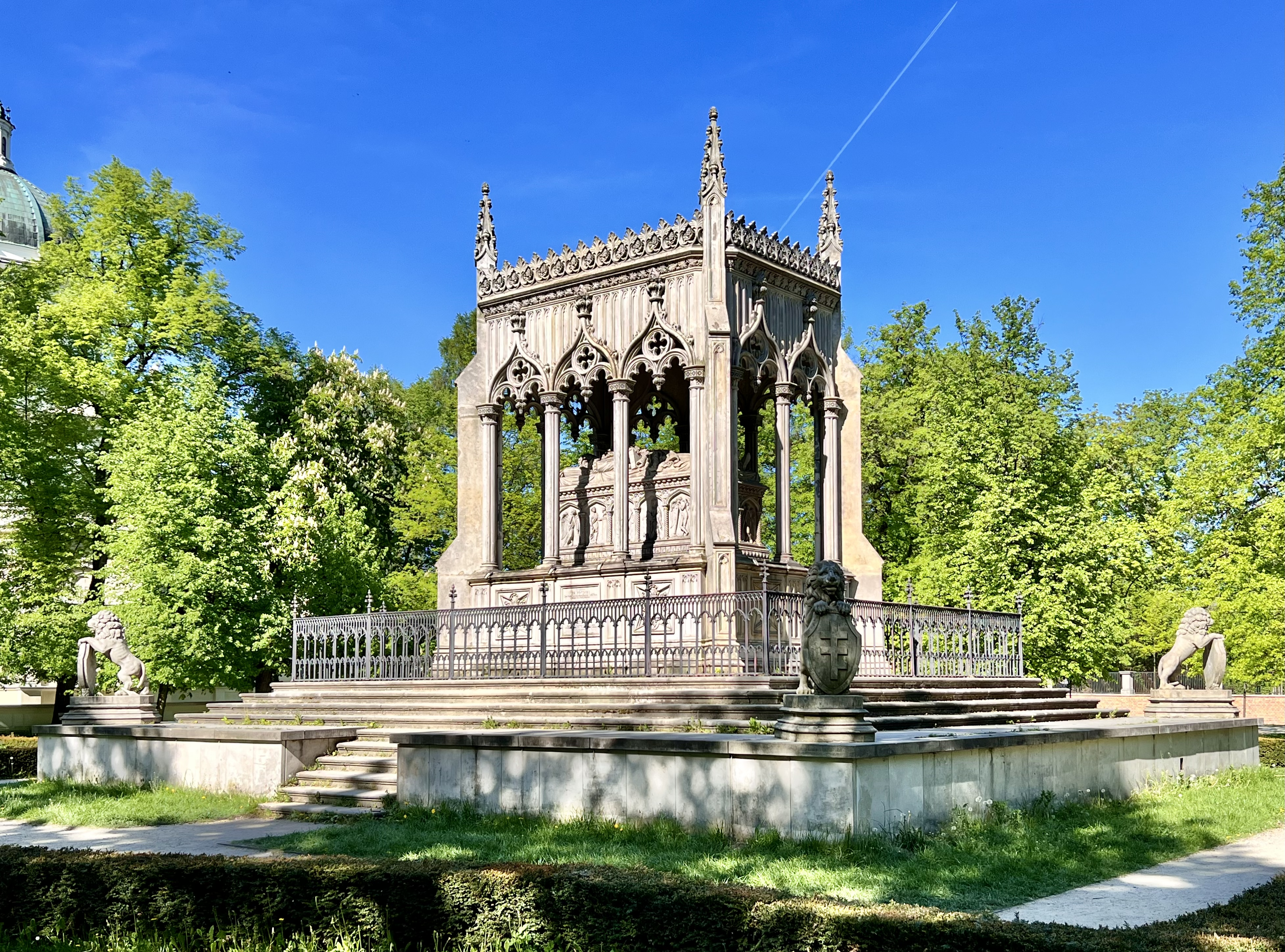
Potocki-Mausoleum

Jakub Tatarkiewicz (* 31. März 1798 in Warschau; † 3. September 1854 ebenda) war ein Warschauer Bildhauer. Er schuf im Stil des Klassizismus.

## Leben und Werk
Tatarkiewicz stammte aus einer jüdischen Familie, die dem Frankismus nahestand und später zum Christentum übergetreten ist. 1817–1822 studierte er Kunst an der Universität Warschau. Zu seinen Lehrmeistern gehörten Paweł Maliński und Antoni Brodowski. 1823–1828 studierte er in Rom bei Bertel Thorvaldsen. Danach ließ er sich in seiner Heimatstadt nieder. Er schuf das Potocki-Mausoleum in Wilanów sowie weitere Bildnisse für den Schlossgarten des Schloss Wilanów. Daneben schuf er zahlreiche Büsten bedeutender Warschauer Persönlichkeiten. Er wurde auf dem Powązki-Friedhof beigesetzt. Sein Sohn war der Jurist Ksawery Tatarkiewicz und sein Enkel der Philosoph Władysław Tatarkiewicz.